# من ری
من رِی (به انگلیسی: Man Ray) ‏(۲۷ اوت ۱۸۹۰– ۱۸ نوامبر ۱۹۷۶) با نام اصلی امانوئل رادینسکی (به انگلیسی: Emmanuel Radnitzky) هنرمندی آمریکایی است که بیشتر دوره‌ی کاری‌اش را در پاریس گذراند.
من ری، پیکابیا و مارسل دوشان، هسته‌ی اصلی جنبش دادا را در نیویورک تشکیل دادند. من ری، در طول زندگی خود، دست به تجربیات متنوعی زد؛ از جمله نقاشی‌های نیمه انتزاعی به وسیله اِربراش و لفاف‌کردن اشیا.
او در سال۱۹۲۱، با برتون و دیگر سورئالیست‌ها ارتباط یافت و آثاری مانند هدیه (اتویی با کف میخ‌دار) آفرید. (شرح زندگی‌اش در کتابی به نام خودنگاره)
نوآوری‌هایش در زمینه عکاسی در دهه‌های۱۹۲۰و۱۹۳۰ در تجربه عکاسی بدون دوربین (فتوگرام یا به اصطلاح خودش رِیوگرام) برمبنای بازی با نور،مفهوم تازه‌ای از‌ رابطه شیء و تصویر بدست آورد و رِیوگرام را در ساخت نخستین فیلم خود (بازگشت خرد) به کار برد. برحسب اتفاق،سُولاریزاسیون را کشف کرد و با استفاده از این اسلوب،مجموعه‌ای درخشان از تصاویر تک‌چهره و بدن برهنه آفرید.
شوق به حیطه‌های دیگر از جمله تلفیق تصاویر مثبت و منفی_با هم آمیزی تصویر مثبت و منفی از یک چهره،یک صورتک آفریقایی و یک دست جنبه‌های از کنش عکاسی (عمل برش و گزینش جزء از کل،سازوکار دوربین،بازی واقعیت و نمایش)را به طرز بدیع طرح کرد.

## زندگی و کار

### ابتدای زندگی و پیش‌زمینه
از زمانی که او به هنر علاقه‌مند شد تا زمان مرگش، ۶۰ سال طول می‌کشد، من ری، در فیلادلفیای جنوبی با نام اصلی امانوئل رادینسکی در سال ۱۸۹۰ زاده شد. او بزرگ‌ترین فرزند یک خانواد مهاجر روسی - یهودی بود. پدر و مادر او همچنین، یک پسر و دو دختر دیگر هم به دنیا آوردند.

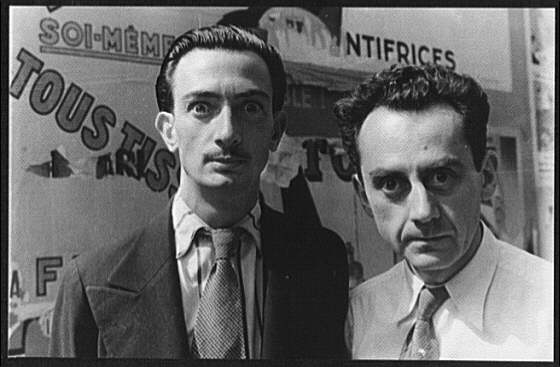

در اوایل سال ۱۹۱۲ خانواده رادینسکی نام خانوادگی‌شان را به ری تغییر دادند. نامی که برادر من انتخاب کرد در راستای تبعیض نژادی و ضد سامی‌گرایی بود. امانوئل که "Manny" را به عنوان نام مستعار انتخاب کرده بود، نامش را به من تغییر داد و تا انتها به همین اسم ترکیب شده یعنی «من ری» شناخته می‌شد.